# Афиндулиди, Сергей Ильич
Сергей Ильич Афиндулиди (укр. Сергій Ілліч Афіндуліді, родился 29 июля 1964) — участник Афганской войны 1979—1989 годов, юрист, ныне председатель организации ветеранов Афганистана Подольского района Киева.

## Биография

### Ранние годы
Вырос в Краснодарском крае, Туапсинском районе. Окончил морское училище, позже проходил практику на судоремонтном заводе в Кронштадте. Занимался стрельбой и восточными единоборствами, в 1982 году в июне призван спецнабором в армию и отправлен служить в разведывательную роту 70-й отдельной мотострелковой бригады в Афганистане (в составе 40-й армии). Боевое крещение разведчика Афиндулиди прошло в одном из кишлаков Афганистана, когда во время поиска душманов разведчики получили сообщение от местных, что здесь была банда. Поиски привели к тому, что разведчики нашли брошенную базу душманов, где были шинели, продовольствие и лекарства. Группа из 35 человек вошла в небольшое ущелье, где Афиндулиди заметил вверху перебежки душманов. Разведка вступила в бой и после упорного сражения вышла из ущелья. В том два человека были ранены.

### Ранение
27 октября 1982 года разведрота 70-й отдельной мотострелковой бригады двигалась по Кандагару после двух недель передвижения по горным тропам и зелёным зонам. В 18 км от аэродрома разведчики получили приказ обеспечить прохождение машин с боеприпасами. В этот момент один из бойцов-моджахедов (их группа насчитывала около 200 человек) скрытно подошёл к колонне и выстрелил из гранатомёта кумулятивным снарядом. Снаряд попал в Сергея Афиндулиди, оторвав бойцу левую ногу и перебив правую ногу в коленном суставе. Только мгновенная реакция сослуживцев — солдата Игоря Сагадиева и фельдшера Василия Кавки — позволила спасти Афиндулиди от мгновенной смерти. Кавка сделал переливание крови Сагадиева пострадавшему Афиндулиди. Сам же раненый отстреливался до последенго патрона, а затем, сорвав бушлат, переполз в выкопанный рядом арык. По свидетельствам Сергея, в него стрелял человек европейской внешности, а не коренной житель.
Через несколько месяцев некая эмигрантская газета сообщила о том, что Сергей Афиндулиди погиб в бою в Афганистане. В качестве подтверждения душманы передали журналистам окровавленный бушлат и записную книжку солдата. Афганские моджахеды детально описывали подробности гибели советского солдата, но тот, несмотря на то, что его раны оплавились от температуры взрыва и что была потеряна левая нога, всё же выжил. Афиндулиди перенёс 20 операций (из них 10 под общим наркозом) и сотни перевязок, лечился в течение 10 месяцев в Кандагаре, Кабуле, Ташкенте и Киеве. 5 месяцев около койки сына провела его мать Нина Андреевна.

### После ранения
После демобилизации Афиндулиди поступил в Киевский государственный университет имени Т.Г.Шевченко на юридический факультет, который окончил в 1989 году. С тех пор он работает в Киевской городской коллегии адвокатов, ответственный член Совета адвокатов; сотрудник Подольской юридической консультации.
Женат. Возглавил организацию ветеранов Афганистана Подольского района города Киева после кончины Виктора Максименко, инвалида по зрению, который руководил организацией более 10 лет и пользовался большим авторитетом среди «афганцев». С Максименко Афиндулиди сотрудничал с 1988 года, когда в Киеве только образовался городской совет помощи ветеранам Афганистана.
В 2014 году Афиндулиди участвовал в выборах в Верховную Раду Украины от Национальной Демократической партии Украины.

## Награды
- Орден Красной Звезды
- Орден «За заслуги» III степени (6 февраля 2009)[6]
- Орден «За заслуги» II степени (13 февраля 2015)[7]